# Gebel Druso

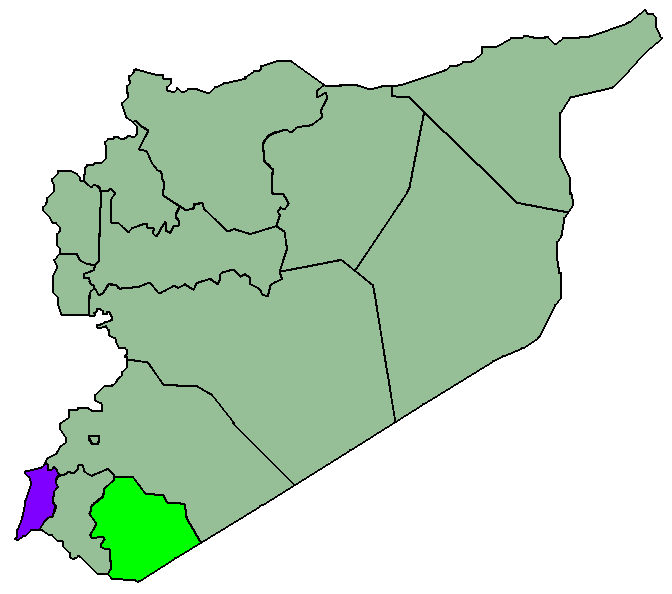
Posizione del Gebel Druso (parte in verde chiaro)

Il monte Druso o  gebel Druso (in arabo جبل الدروز‎?, Ǧabal al-Durūz, letteralmente "Montagna dei Drusi", chiamato anche Giabal al-‘Arab in arabo جبل العرب‎?, Ǧabal al-ʿArab) è un altopiano vulcanico situato nel governatorato di As-Suwayda, nel sud della Siria. Il termine "Gebel Druso" è usato talvolta per identificare l'area dell'intero governatorato, il cui territorio corrisponde a quello dell'omonima nazione indipendente sorta durante il mandato francese della Siria e del Libano.

## Geografia
L'altopiano è sito nel governatorato di As-Suwayda. La cima più alta raggiunge i 1803m e d'inverno è innevata, caratteristica abbastanza inusuale per la regione geografica data la vicinanza con aree prevalentemente desertiche. La maggior parte degli abitanti dell'area è drusa, onde il nome del monte. Vivono sulle sue pendici anche piccole comunità cristiane.
L'altopiano servì da retroterra strategico degli insorti che parteciparono alle vicende della Grande Rivoluzione Siriana del 1925, guidata da Sultan al-Atrash.